# سهم الماء جانبي الأوراق
سهمية جانبية الأوراق (الاسم العلمي:Sagittaria secundifolia) هي نوع من النباتات تتبع جنس السهمية من الفصيلة المزمارية.